# Västra Broby församling
Västra Broby församling var en församling i Lunds stift och i Åstorps kommun. Församlingen uppgick 2002 i  Björnekulla-Västra Broby församling.

## Administrativ historik
Församlingen har medeltida ursprung. Före den 1 januari 1886 (ändring enligt beslut den 17 april 1885) var namnet Broby församling. En del av socknen, Hyllinge, tillhörde före 1889 Luggude härad i Malmöhus län och överfördes då till samma härad och län som övriga socknen.
Församlingen var till 2002 annexförsamling i pastoratet Björnekulla och (Västra) Broby. Församlingen uppgick 2002 i  Björnekulla-Västra Broby församling.

## Kyrkor
- Västra Broby kyrka